# Юридическая сила
Юридическая сила — применимость закона или иного юридического документа в данное время на данной территории.
Например ранее, в России, окончательным актом заключения брака, придающим последнему полную юридическую силу, была свадьба, а юридическая сила оговора, как уголовного доказательства против оговоренного, определялась очной ставкой последнего с оговорщиком. Юридическая сила вербального договора (Contractus verbalis) обусловливается исключительно произнесением определённых слов, а нормативные правовые акты действуют со дня (с календарной даты) вступления в силу до утраты силы. При этом они имеют силу только на территории государства, страны (края), региона и так далее, либо автономного или муниципального образования. По степени применимости акты делятся на законы и подзаконные акты, юридическая сила которых ниже, в соответствии с законодательством, того или иного государства. Конституция Российской Федерации имеет высшую юридическую силу в Российском государстве.

## Вступление в силу
Вступление в силу того или иного нормативного правового акта происходит в различное время, и имеет свою специфику, так конституция Российской Федерации — России вступает в юрсилу со дня официального её опубликования по результатам всенародного голосования.
А поправки к главам 3 — 8 Конституции Российской Федерации вступают в силу после их одобрения органами законодательной власти не менее чем двух третей субъектов Российской Федерации.
Международные договоры вступают в силу после ратификации. Согласно статье 125, Конституционный Суд разрешает дела о соответствии Конституции не вступивших в силу международных договоров России.
Федеральные законы вступают в силу согласно закону «О порядке вступления в силу федеральных законов».
Приговор суда вступает в силу в день вынесения апелляционного определения либо по истечении срока на его апелляционное обжалование, если он не был обжалован. Каждый обвиняемый в совершении преступления считается невиновным, пока его виновность не будет доказана в предусмотренном федеральным законом порядке и установлена вступившим в законную силу приговором суда.

## Утрата силы
Акты или их отдельные положения, признанные Конституционным судом неконституционными, утрачивают силу. Кроме того, утрачивают силу законы и другие акты по решению органов, их издавших.
Некоторые документы (в особенности международные соглашения) остаются в силе на протяжении ограниченного срока и по окончании этого срока теряют силу.

## Обратная сила
Обратная сила — это применимость закона к событиям, произошедшим до вступления закона в силу.
Статья 54 Конституции России указывает, что закон, устанавливающий или отягчающий ответственность, обратной силы не имеет. Согласно статье 57, законы, устанавливающие новые налоги или ухудшающие положение налогоплательщиков, обратной силы не имеют.
С практикой придания закону обратной силы можно часто столкнуться например в союзной России Республике Беларусь. Так были случаи взыскания задним числом налогов (за несколько месяцев), платы за учёбу и другого. Есть осуждённые судом за нарушение норм, которых не существовало на момент нарушения.